# Chloe Esposito
Chloe Jeannie Esposito (ur. 19 września 1991 w Sydney) – australijska zawodniczka pięcioboju nowoczesnego i strzelczyni, indywidualna mistrzyni olimpijska z Rio de Janeiro w pięcioboju nowoczesnym. 

## Kariera
Chloe Esposito po raz pierwszy wzięła udział w igrzyskach olimpijskich w 2012 roku w Londynie. Zajęła siódme miejsce. Na igrzyskach olimpijskich w 2016 roku w Rio de Janeiro została mistrzynią olimpijską i jednocześnie zdobyła pierwszy medal dla Australii w pięcioboju nowoczesnym. Ustanowiła nowy rekord olimpijski wynoszący 1372 punkty. 
Startowała także w zawodach strzeleckich – zwyciężyła w mistrzostwach Australii i Oceanii w roku 2011 w pistolecie sportowym z 25 metrów.
Jej brat Max również jest pięcioboistą i olimpijczykiem. Siostra Emily uprawia strzelectwo i pięciobój nowoczesny (medalistka mistrzostw kontynentu w strzelectwie). Daniel, jej ojciec i trener, wziął udział w pięcioboju nowoczesnym podczas igrzysk olimpijskich w Los Angeles w 1984 roku.